# Josep Saló i Baliarda
Josep Saló i Baliarda (Granollers, 11 de setembre de 1911 - Barcelona, 31 de març de 1970) fou un futbolista català de la dècada de 1930.

## Trajectòria
Jugava a la posició de defensa dret. Destacà al CE Sabadell a finals de la dècada de 1920. El 1929 firmà amb el FC Barcelona quan encara tenia fitxa amb el Sabadell, essent sancionat sis mesos, i no podent debutar amb el Barça fins a l'any següent. Va jugar al FC Barcelona entre 1930 i 1935. Malgrat no ser mai titular indiscutible per la gran competència que tenia a la defensa, va oferir un gran rendiment sempre que va jugar. La temporada 1934-35 defensà els colors del Llevant UE i la següent del València CF. Durant la Guerra Civil espanyola jugà a l'Granollers SC i a continuació de nou al Barcelona el 1940-41. En total jugà al Barça 75 partits i marcà dos gols. Acabà la seva carrera al Gimnàstic de Tarragona, CF Badalona i UE Valls.